# Ota Kaftan
Ota Kaftan (* 1954, Kladno) je český ekonom, v letech 1993 až 1999 člen bankovní rady České národní banky.

## Život
Vystudoval Vysokou školu ekonomickou a získal tak titul Ing. Poté nastoupil do Státní banky československé. V roce 1990 byl jmenován náměstkem ředitele odboru devizově měnového a vedoucím oddělení devizově měnové politiky, v roce 1991 vrchním ředitelem devizového úseku.
Prezident Václav Havel ho 17. února 1993 jmenoval členem bankovní rady České národní banky. V roce 1994 byl jako vrchní ředitel pověřen řízením bankovního dohledu. Po skončení mandátu nadále pracuje v České národní bance, nejprve jako poradce bankovní rady, poté do 15. září 2010 jako ředitel sekce kancelář.